# Aéroport de Groningue-Eelde
Pour les articles homonymes, voir GRQ.
L'aéroport de Groningue-Eelde (code IATA : GRQ • code OACI : EHGG) est un aéroport néerlandais situé dans la commune de Tynaarlo en province de Drenthe. Il se trouve au sud-est du village d'Eelde, 10 km au sud de la ville de Groningue. Il est officiellement surnommé « Aéroport du Nord » (en néerlandais : Luchthaven van het Noorden), desservant le nord des Pays-Bas. Le nom anglophone Groningen Airport Eelde est également en usage.

## Situation

### Carte des aéroports du Royaume des Pays-Bas
| Amsterdam Eindhoven Groningue Maastricht-Aix-la-Chapelle Rotterdam-La Haye |

| Bonaire Saba Saint-Eustache Curaçao Aruba Saint-Martin |

## Compagnies et destinations
| Compagnies              | Destinations                                                     |
| ----------------------- | ---------------------------------------------------------------- |
| AlbaStar                | En saison charter : Palma de Majorque                            |
| Blue Islands            | En saison charter : Guernesey                                    |
| Corendon Airlines       | En saison : Antalya, Bodrum-Milas                                |
| Corendon Dutch Airlines | En saison : Héraklion-N. Kazantzákis                             |
| Loganair                | Charter : Norwich                                                |
| Transavia               | En saison charter: Sälen/Montagnes de Scandinavie, Åre Östersund |
| TUI fly Netherlands     | Las Palmas/Gran Canaria En saison : Palma de Majorque            |

Édité le 29/05/2020, actualisé le 27/12/2022

## Statistiques
Pour des raisons techniques, il est temporairement impossible d'afficher le graphique qui aurait dû être présenté ici.

Voir la requête brute et les sources sur Wikidata.
| Année | Mouvements | Passagers | Fret |
| ----- | ---------- | --------- | ---- |
| 2006  | 12 417     | 129 012   | 16   |
| 2007  | 14 012     | 135 726   | 2    |
| 2008  | 13 134     | 148 949   | 6    |
| 2009  | 13 237     | 136 044   | 0    |
| 2010  | 13 404     | 122 659   | 0    |
| 2011  | 12 538     | 114 327   | 0    |
| 2012  | 11 473     | 180 812   | 1    |
| 2013  | 10 423     | 176 212   | 0    |
| 2014  | 10 449     | 169 369   | 0    |
| 2015  | 9 554      | 180 879   | 0    |
| 2016  | 9 626      | 152 451   | 0    |
| 2017  | 9 432      | 201 786   | 0    |
| 2018  | 12 042     | 228 698   | 0    |